# Мосты (фильм)
«Мосты» — советский художественный фильм 1973 года режиссёра Василе Паскару по одноимённому роману Иона Чобану.

## Сюжет
Фильм рассказывает о жизни молдавской деревни в Великую Отечественную войну и первые послевоенные месяцы. Война своей безнравственностью и жестокостью коснулась основ — «мостов жизни» — простой молдавской деревни…

## В ролях
- Юрий Меншагин — Тодерикэ
- Ирина Борисова — Вика
- Юрий Рашкин — Митря
- Бухути Закариадзе — дед Тоадер
- Михаил Боярский — Гицу (первая роль в кино)[3][4]
- Михай Волонтир — Петраке
- Борис Голдаев — Негаре
- Трифон Грузин — дед Андрей
- Евгения Тудорашку — Катинка
- Виктор Чутак — Костаке
- Ион Унгуряну — Стефанаке
- Марика Балан — Ирина
- Илие Гуцу — Вирлан
- Ион Шкуря — Шеремет
- Елена Юргенсон (в титрах: Елена Мозговая) — Мариуца
- Василе Паскару

## Съёмочная группа
- Режиссёр — Василе Паскару
- Сценарий — Василе Паскару и Эдуард Володарский по одноимённому роману Иона Чобану
- Композитор — Василий Загорский
- Оператор — Влад Чуря
- Художник-постановщик — Антон Матер